# Schma Jisrael

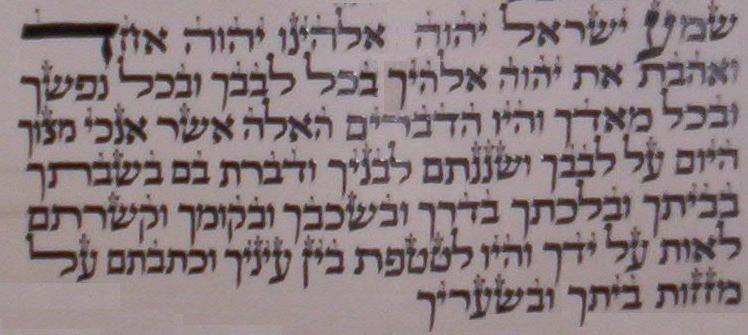
Erster Abschnitt des Schma Jisrael. In den meisten Manuskripten und gedruckten Ausgaben sind im ersten Wort das Ajin und im letzten Wort das Dalet größer dargestellt, so dass der Vers optisch aus dem übrigen Text herausgehoben wird. Beide Buchstaben bilden zusammen das Wort.

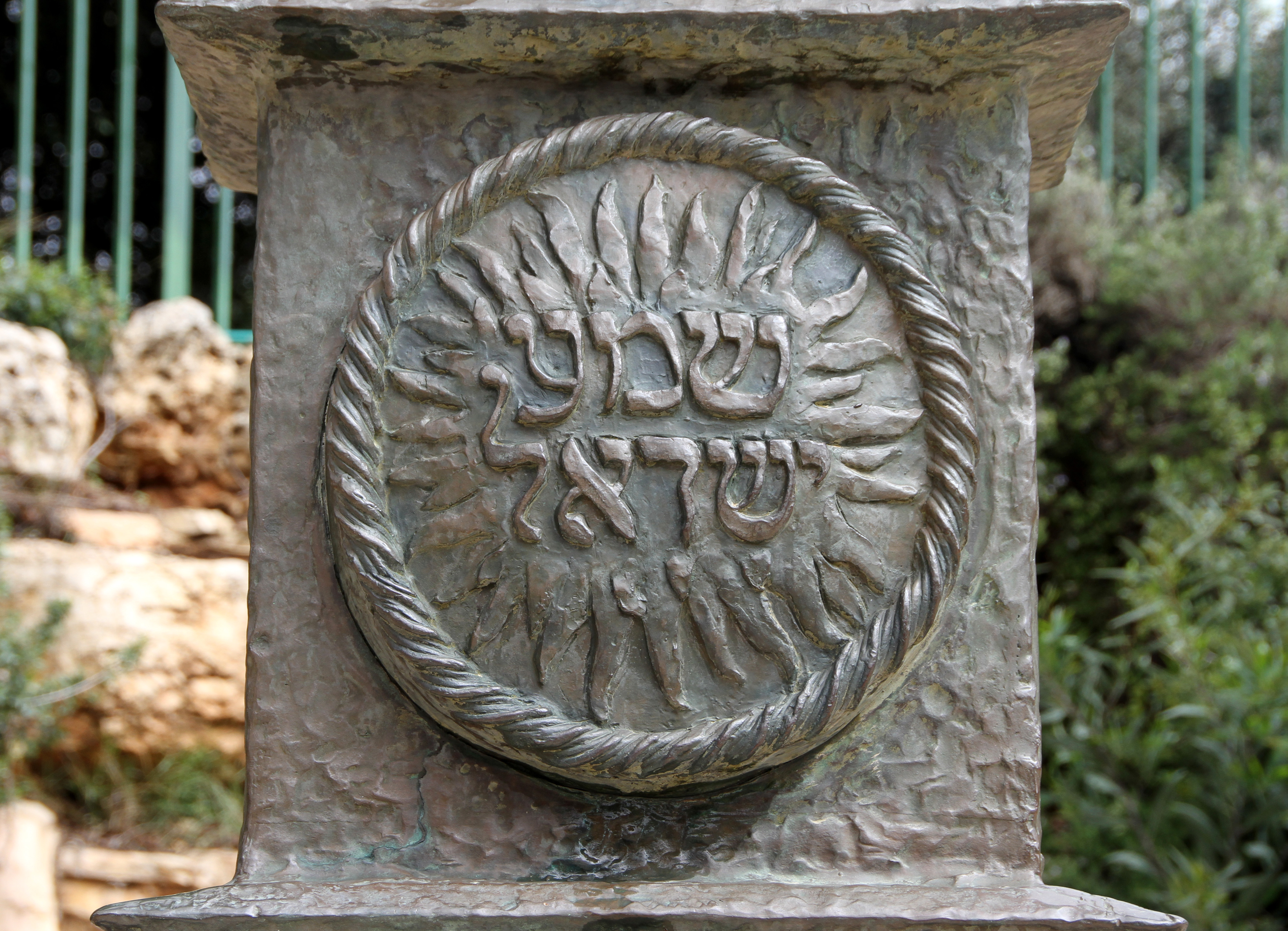
Schma Jisrael auf der Knesset-Menora

Das Schma Jisrael oder Schema Jisrael (hebräisch שְׁמַע יִשְׂרָאֵל šma‘ yiśra’el, deutsch ‚Höre, Israel!‘) gehört zu den wichtigsten Gebeten des Judentums. Es ist benannt nach den Anfangsworten eines Abschnitts aus der Tora Dtn 6,4–9  und ist ein zentraler Bestandteil des Abend- (Maariw, hebr. מעריב) und des Nacht- und Morgengebets (Schacharit, hebr. שחרית). Innerhalb der Gebete ist mit dem Schma Jisrael die Rezitation von drei Abschnitten aus der Tora sowie den vorausgehenden und nachfolgenden Lobsprüchen gemeint.
Das Schma Jisrael ist der älteste Ausdruck jüdischen Selbstverständnisses. Der erste Satz proklamiert die Einheit und Ein-Einzigkeit Gottes. In den rezitierten Toraabschnitten werden mehrere Gebote angesprochen:
- das tägliche Rezitieren des Schma Jisrael selbst
- das Anlegen der Tefillin (Gebetsriemen)
- die Zizijot (Schaufäden)
- die Mesusot (Kapseln an den Türpfosten)
- die Weitergabe der Gebote an die nächste Generation.

In der nichtjüdischen Literatur wird das Schma Jisrael auch als jüdisches Glaubensbekenntnis bezeichnet.

## Geschichtliche Entwicklung

### Im Buch Deuteronomium
„Innerhalb des biblischen Textes sind die Worte des Schma Jisrael in keiner Weise herausgehoben, die anzeigen würde, welche Bedeutung diese Worte in der späteren jüdischen Tradition bekommen sollten. Ihre einmalige und zentrale liturgische sowie dogmatische Bedeutung haben sie offenbar erst in frühjüdischer Zeit erhalten.“
Der Textabschnitt im 5. Buch Mose (Deuteronomium 6,4–9 ) ist gut eingebunden in den Kontext der vorhergehenden und nachfolgenden Verse. Besonders deutlich sieht man das beim Vergleich von 6,6 („heute“) und 6,20 („morgen“).
Auf der Ebene des Deuteronomiums ist mit „lieben“ wahrscheinlich die „unbedingte Bundesloyalität“ gemeint. Karin Finsterbusch sieht in den Aussagen dieses Abschnitts ein bemerkenswertes Programm: Die Gesetze des Deuteronomiums „sollen auswendig gewußt werden, sie sollen eine zentrale Rolle spielen in der alltäglichen Erziehung; sie sollen zum ‚Markierungszeichen‘ der Einzelnen werden, sie sollen in privaten wie öffentlichen Räumen sichtbar vor Augen stehen.“

### In der jüdischen Liturgie
Am Anfang stand der Textabschnitt Dtn 6,4–9 . Seine überragende Bedeutung zeigt die Septuaginta, die ihm folgende feierliche Einleitung hinzugefügt hat: „Dies sind die Rechtssätze und Rechtssatzungen, die der Herr den Israeliten in der Wüste geboten hat, nachdem sie aus dem Lande Ägypten herausgezogen waren.“ Antike jüdische Gemeinden, die diesen Abschnitt in griechischer Übersetzung rezitierten, hatten ihm bereits einen festen liturgischen Wortlaut gegeben, den der Übersetzer der Septuaginta nicht seinem eigenen Stil anpasste, sondern in der ihm vorgegebenen Form übernahm.
Sowohl die Mischna als auch Flavius Josephus (Jüdische Altertümer IV,8,13) sind Zeugen für die frühe Zusammenfügung der drei Abschnitte zu einem Ganzen. Da der Tempel bereits am Nachmittag geschlossen wurde, war die Rezitation des Schma am Abend zu jener Zeit zwar bereits allgemein üblich, aber als Privatgebet des Einzelnen und nicht als Gemeindegottesdienst.
Im Tempel trugen die Priester die drei Tora-Abschnitte gleich nach dem täglichen Opfer laut vor (Mischna Tamid 5,1). Die anwesende Gemeinde hörte still zu und antwortete nur auf den ersten Satz, der den Gottesnamen enthält, mit dem Ruf Baruch schem – der darum an dieser Stelle in die Rezitation des ersten Toraabschnitts eingefügt ist.

## Religionsgesetzliche Pflicht
Die Pflicht, das Schma zu rezitieren, besteht unabhängig von der Pflicht des Gebets. Nach Jehuda haNasi hat man mit dem Rezitieren des ersten Satzes die Verpflichtung des Schma Jisrael erfüllt; diese Ansicht blieb allerdings nicht unwidersprochen. Wer zufällig an einem Ort vorüber kommt, an dem das Schma rezitiert wird, beteiligt sich daran, auch wenn er es für sich selbst schon rezitiert hat, um sich nicht symbolisch aus der jüdischen Gemeinde auszuschließen.

## Rezitation des Schma
Wie die Rezitation des Schma im täglichen Gebet geordnet ist, legt bereits die Mischna fest (Berachot 1,2); demnach gibt es im Morgengebet zwei Lobsprüche vor dem Schma (Birkat Jozer Or, Ahawa rabba), das aus drei Toraabschnitten zusammengesetzt ist, und einen danach (Emet we-Jaziw). Im Abendgebet dagegen, das bei Einbruch der Dunkelheit rezitiert wurde, gehen den drei Toraabschnitten zwei Lobsprüche voraus (Ha-Maariw Arawim, Ahawat Olam), und zwei folgen nach (Emet we-Emuna, Haschkiwenu). Nach Ismar Elbogen sind die drei Toraabschnitte und die sie rahmenden Lobsprüche in einer längeren Entwicklung zusammengefügt worden.

### Schma Jisrael (1a)

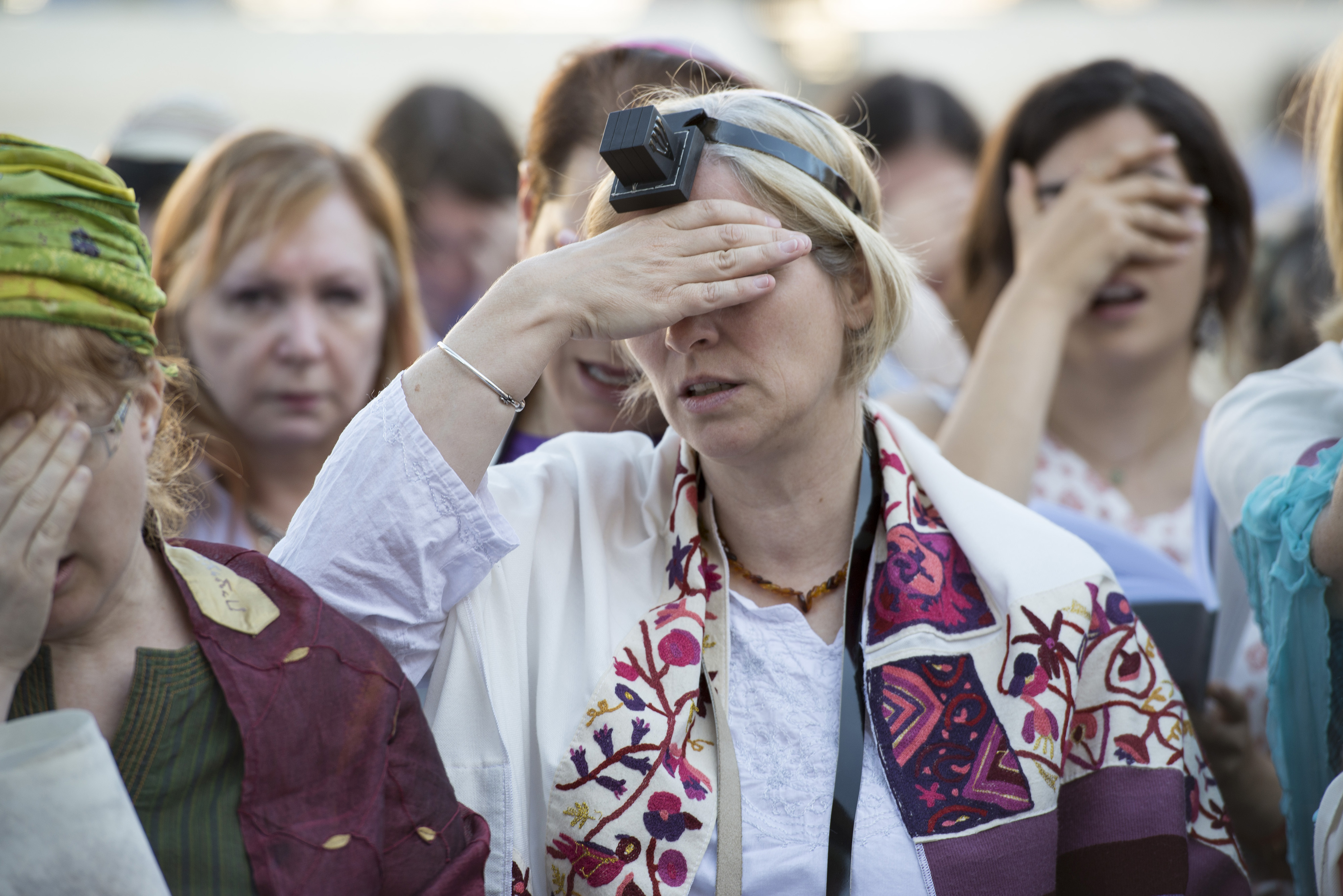
Bedecken der Augen mit der rechten Hand

Am Anfang steht der zentrale Satz, der die monotheistische Quintessenz des Judentums enthält:
שְׁמַע יִשְׂרָאֵל יְהוָה אֱלֹהֵינוּ יְהוָה אֶחָד

schəma jisrael adonai elohenu adonai echad (sefardisch) bzw.

schəma jisroëil adaunoi elauhëinu adaunoi echod (aschkenasisch)

„Höre Israel! Der Ewige, unser Gott, der Ewige ist eins.“
Beim mündlichen Vortrag wird oft statt „der Ewige“ ein anderes Ersatzwort für den Gottesnamen gebraucht, nämlich das Wort „Adonai“ („unser Herr“) oder „HaSchem“ („der Name“): schəma jisrael haSchem elohenu haSchem echad (sefardisch). Es ist üblich, beim Rezitieren dieses Satzes die Augen mit der rechten Hand zu bedecken, um sich ganz auf den Inhalt der Worte zu konzentrieren.
Andere Übersetzungen:
- Höre, Israel! Der HERR, unser Gott, der HERR ist einzig. (Einheitsübersetzung)
- Höre, Israel, der HERR ist unser Gott, der HERR ist einer. (Luther 2017)
- Höre, Israel: Der HERR ist unser Gott, der HERR allein. (Rev. Elberfelder)
- Höre, Israel: Der HERR, unser Gott, ist der einzige HERR. (Zürcher)

Während es sonst angemessen ist, beim Gebet eher leise zu sprechen, soll das Schma, als Bekenntnis, etwas lauter gesprochen werden. Die Diskussion, ob man es sitzend oder stehend rezitiert, wurde zugunsten des Sitzens entschieden; wer aber den ganzen Gottesdienst stehend betet, bleibt stehen.

### Baruch Schem
„Gepriesen sei Gottes ruhmreiche Herrschaft immer und ewig!“
Dieser Satz klingt an Psalm 72,19  an, ist aber kein Bibelvers. Die mittleren Worte – hier kursiv gesetzt – sind Ersatz für den heiligen Gottesnamen. Dieser Ausruf war im Gottesdienst des Zweiten Tempels die Antwort der Gemeinde, wenn der Gottesname rezitiert wurde. Um anzuzeigen, dass dieser Satz nicht aus der Tora stammt, spricht man ihn leiser aus als das Schma Jisrael. Er dient auch als Schlussvers des Gebets Ana Be-choach aus dem ersten nachchristlichen Jahrhundert.

### Veahavta (1b)
Die auf Dtn 6,4 folgenden Sätze, die nun rezitiert werden, enthalten den Zentralkontext der Tora, in welchen die Kernbotschaft der Liebe zu Gott eingebettet ist; siehe Talmud Sukka 42a und Berachot 13b (Dtn 6,5–9 ). Nach Maimonides (Hilchot Krijat Schma 1,2) hat der erste Toraabschnitt drei Hauptaussagen:
1. Bekenntnis zur Einzigartigkeit Gottes und seiner Herrschaft über die Welt;
2. Liebe zu Gott;
3. Verpflichtung zum Studium der Tora.

### Wehaja im-schamoa (2)
Dtn 11,13–21 , der zweite Toraabschnitt „paßt sich in Einleitung und Schluß dem ersten an und dürfte diesem Umstande vor allem seine Aufnahme [in die Rezitation des Schma] verdanken.“ Mit der Rezitation des 2. Abschnitts erklärt man sich bereit, das „Joch der Mitzwot“ aufzunehmen. War der erste Abschnitt als Anrede in der 2. Person Singular gehalten, steht der Abschnitt Vehaja im-schamoa in der 2. Person Plural. Er wendet sich an das ganze Volk Israel. Chajim Halevy Donin erläutert dazu, dass die Auswirkungen der Befolgung oder Nichtbefolgung der Gebote, die hier verheißen werden (z. B. ein langes Leben) nicht dem Individuum gelten, sondern dem Volk insgesamt.

### Wajomer (3)

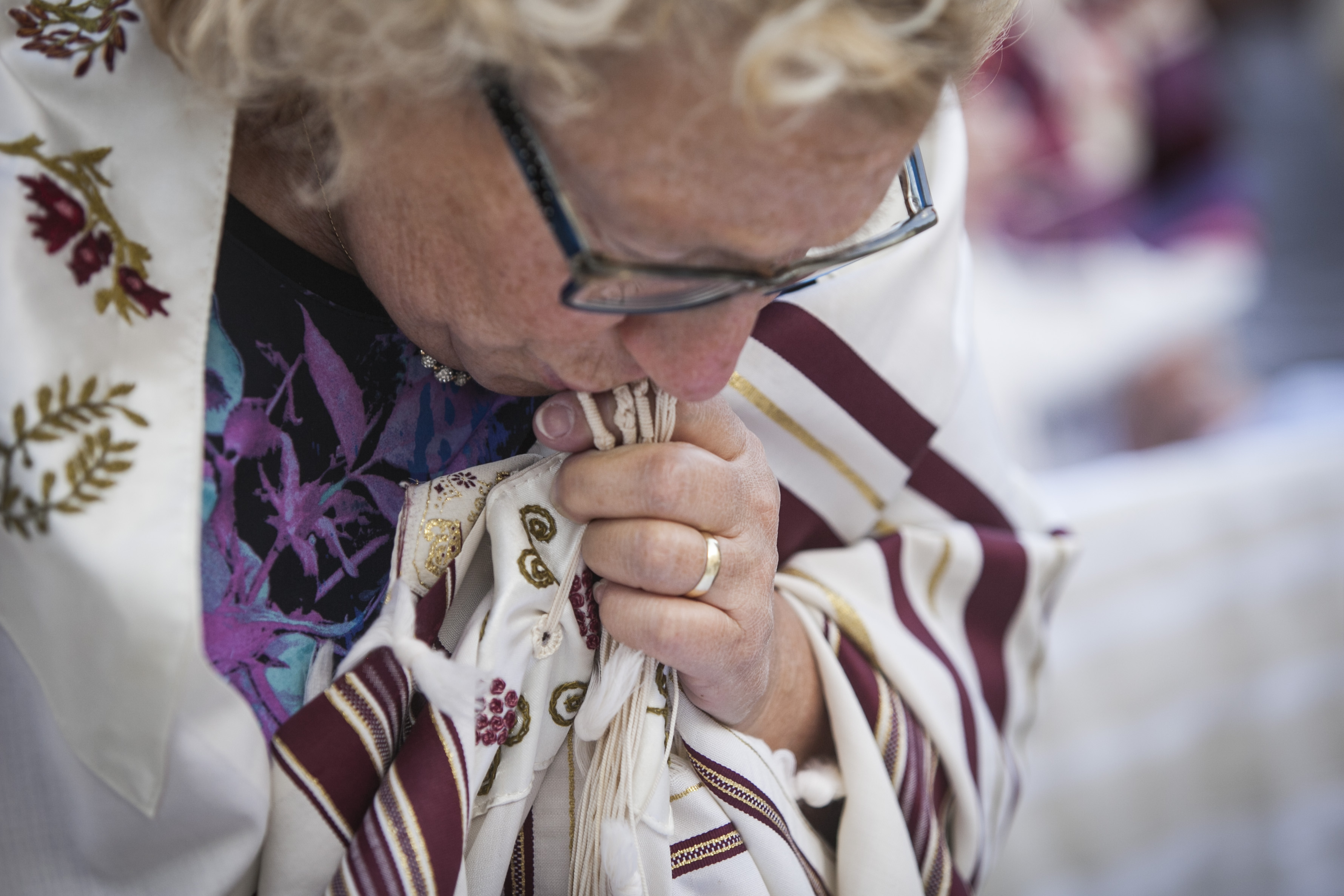
Küssen der Zizijot beim Abschnitt Wajomer

Nach Ismar Elbogen wurde der letzte der drei Toraabschnitte (Numeri 15,37–41 ) auch zeitlich als letztes hinzugefügt. Als Indiz dafür wertet er, dass dieser Abschnitt aus dem Buch Numeri in Palästina noch im 9. Jahrhundert am Abend nicht rezitiert wurde. Sein besonderer Akzent ist, dass er in seinem Schlusssatz die religiöse Bedeutung der Befreiung aus Ägypten und damit einen Hauptinhalt der jüdischen Religion klar herausstellt.
Es ist üblich, während der ganzen Rezitation des Schma Jisrael im Morgengottesdienst die Zizijot mit der linken Hand zu umfassen und bei der dreifachen Erwähnung von Zizijot im Abschnitt Wajomer diese an die Lippen zu führen.

## Krijat Schma vor dem Einschlafen
Damit der Tag mit dem Schma Jisrael beendet wird, ist folgendes zusätzliche Privatgebet üblich:
- Vor dem Einschlafen betet man: „Gepriesen seist du, Ewiger, unser Gott, Regent der Welt, der Schlaf in meine Augen legt, Schlummer in meine Augenlider. […] Gepriesen seist du, Ewiger, der du die ganze Welt durch deine Gegenwart erleuchtest.“
- Darauf Schma Jisrael (1a)
- Baruch schem
- Weahavta (1b).

## Weitere Vorkommen des Schma in der Liturgie
Seiner Bedeutung entsprechend, wird das Schma Jisrael außer im Morgen- und Abendgebet sowie im privaten Nachtgebet noch an einigen weiteren Stellen im Gottesdienst rezitiert:
- Anfang des Morgengebets
- Keduscha des Mussafgebets an Sabbat und Feiertagen
- Ausheben der Torarolle
- zusätzliches Mussafgebet an Rosch ha-Schana
- Abschluss der Liturgie von Jom Kippur
- An Hoschana Rabba ist das Ausrufen des Schma Jisrael Höhepunkt des siebten Rundgangs um den Almemor
- Bei einem Begräbnis.

## In der Musik
- Arnold Schönbergs Holocaust-Melodram Ein Überlebender aus Warschau, das die Niederschlagung des Aufstands im Warschauer Ghetto thematisiert, schließt mit dem von einem Männerchor gesungenen Schma Jisrael.[20]
- Erich Walter Sternberg verwendete ein traditionelles musikalisches Motiv des Schᵉma Jisrael in seinem symphonischen Gedicht Höre Israel von 1948.[21]
- Die Orgelsymphonie Le Cantique des Cantiques (2004) von Walter Steffens wird durch den Prolog über Höre, Israel (nach dem Mosebuch) eröffnet.
- In seinem Debütalbum singt der jüdische Sänger Matisyahu das Schma Jisrael im Lied Got no water.
- Der US-amerikanische Theologe und Liedermacher Michael Card lässt im zweiten Teil seines Liedes „Meditation #3 Shema“ einen jüdischen Männerchor das Schma Jisrael voller Inbrunst singen (CD The Beginning, 1989)
- In dem Spielfilm „Die Bibel – Moses“ (von Roger Young aus dem Jahr 1995, u. a. mit Ben Kingsley)
- Jason Robert Browns Musical Parade greift in der Hinrichtungsszene des Leo Fall das Schma Jisrael auf. Die Musik entnimmt Brown dem Opening (Old Red Hills) des Stücks.